# Institut français d'archéologie orientale
L'Institut français d'archéologie orientale (ou Ifao) est un institut français de recherche en archéologie établi au Caire (Égypte), appartenant au Réseau des écoles françaises à l'étranger. C'est la première institution scientifique française implantée en Égypte.
L'Ifao est par son statut un établissement public à caractère scientifique, culturel et professionnel, placé sous l'autorité du ministère de l'Éducation nationale, de l'Enseignement supérieur et de la Recherche.
Ses champs de recherche concernent l'égyptologie, l'archéologie, l'histoire et la philologie des différentes civilisations s'étant succédé en Égypte.
L'Institut possède une bibliothèque qui compte plus de 80 000 volumes, dont un volume de la Description de l'Égypte. L'Ifao possède également un service des archives, créé en 1972, regroupant les archives administratives, matérielles et scientifiques de tous les chantiers de l’Institut, ainsi que de nombreuses photographies d'époque.
Les membres scientifiques, anciennement désignés « pensionnaires », sont nommés pour une durée d'un an, renouvelable trois fois au plus, par le ministre de l'Éducation nationale, de l'Enseignement supérieur et de la Recherche, sur proposition du conseil scientifique de l'établissement, après avis d'une commission d'admission. Les membres scientifiques relèvent de deux sections : la première regroupe les études égyptologiques et papyrologiques, la seconde les études coptes, arabes et islamiques.

## Historique
L'Ifao a été créé le 28 décembre 1880 par un décret signé de Jules Ferry instituant une Mission permanente au Caire, homologue en Égypte de l'École française d'Athènes et de l'École française de Rome, sous le nom d’École du Caire. Ce n'est qu'en 1898 qu'il reçut son titre définitif d’Institut français d'archéologie orientale.
Après s'être installé successivement boulevard Mohammed Ali (1881-1885), avenue de Boulaq (1885-1897) et rue Antikhana (1897-1907), l'Ifao occupe depuis 1907 les locaux du palais Mounira, donnant par ailleurs son nom au quartier de Mounira dans lequel il se situe.

## Administration

### Directeurs
- 1880-1881 : Gaston Maspero
- 1881-1883 : Eugène Lefébure
- 1883-1886 : Eugène Grébaut
- 1886-1898 : Urbain Bouriant
- 1898-1912 : Émile Chassinat
- 1912 : Mgr Louis Duchesne
- 1912-1914 : Pierre Lacau
- 1914-1928 : Georges Foucart
- 1928-1940 : Pierre Jouguet
- 1940-1953 : Charles Kuentz
- 1953-1959 : Jean Sainte Fare Garnot
- 1959-1969 : François Daumas
- 1969-1976 : Serge Sauneron
- 1977-1981 : Jean Vercoutter
- 1981-1989 : Paule Posener-Kriéger
- 1989-1999 : Nicolas Grimal
- 1999-2005 : Bernard Mathieu
- 2005-2010 : Laure Pantalacci
- 2010-2015 : Béatrix Midant-Reynes
- 2015-2019 : Laurent Bavay
- 2019-2023 : Laurent Coulon[2],[3]
- Depuis juillet 2023 : Pierre Tallet[4]

### Directeurs des études
- 1990-1996 : Christian Décobert
- 1996-2004 : Christian Velud
- 2005-2013 : Sylvie Denoix
- 2013-2018 : Nicolas Michel[5]
- 2018-2021 : Frédéric Abécassis
- Depuis septembre 2021 : Abbès Zouache

### Bibliothèque
- 1910-1923 : Henri Gauthier
- 1923-1936 : Louis Saint-Paul Girard
- 1936-1940 : Charles Kuentz
- 1940-1961 : Octave Guéraud
- 1961-1967 : Serge Sauneron
- 1970-1993 : Jean-Pierre Corteggiani
- 1993-2001 : Nadine Cherpion
- 2001-2005 : Nathalie Favry
- 2006-2011 : Vanessa Desclaux
- 2012-2015 : Philippe Chevrant-Breton
- 2016-2024 : Agnès Macquin
- Depuis septembre 2024 : Aurore Ciavatti

### Service Archives et Collections
- 1972-1973 : Gérard Roquet
- 1973-1977 : Jean-Claude Grenier
- 1977-1999 : Anne Minault-Gout
- 2000-2001 : Vassil Dobrev
- 2001-2015 : Nadine Cherpion
- Depuis 2016 : Cédric Larcher

### Relations scientifiques et techniques
- Jusqu'en 2008 : Jean-Pierre Corteggiani
- 2008-2016 : Sibylle Emerit
- Depuis 2016 : Amr Bahgat

### Pôle Archéologie
Responsables du service : 
- Jusqu'en 2021 : Gisèle Hadji-Minaglou
- Depuis 2022 : Joachim Le Bomin

## Imprimerie et pôle éditorial
L'imprimerie de l'Ifao assure depuis sa création en 1898 la publication des recherches de l'Institut, comme le Bulletin de l'Institut français d'archéologie orientale (BIFAO) depuis 1901, les Annales islamologiques depuis 1954, le BCAI (Bulletin critique des Annales islamologiques) depuis 1984, le BCE (Bulletin de liaison du groupe international d'études de la céramique égyptienne) depuis 1975, ainsi que de nombreuses autres publications (voir ci-dessous). Véritable référence concernant l'imprimerie de caractères hiéroglyphiques, grecs, coptes et arabes, l'imprimerie de l'Ifao est sollicitée pour l'impression de nombreux ouvrages, bulletins  et périodiques savants du début XXe siècle jusqu'à nos jours. Dans sa plus ancienne salle, transformée en musée, sont exposés de nombreuses machines encore fonctionnelles ainsi que d'anciens caractères ayant servi à ces publications.
L'imprimerie de l'Ifao a créé, utilise et recommande à ses auteurs certaines polices de caractères informatisées. Ces polices Unicode ont été conjointement mises au point à l'Ifao par le service informatique, l'imprimerie et plusieurs spécialistes des langues égyptiennes, grecques et coptes, en partie sur la base de l'ancienne fonte au plomb utilisée depuis un siècle. Le téléchargement en est proposé sur le site de l'Ifao. Les textes hiéroglyphiques sont composés en utilisant le logiciel Jsesh et la fonte MacScribe.

### Directeurs[6]
- 1898-1899 : Émile Guillaume
- 1899-1903 : Paul Barbey
- 1903-1910 : Albert Gui
- 1910-1937 : Giusto Rampazzo
- 1937 : Bichara Hawara
- 1937-1950 : Georges Mettler
- 1950-1956 : Paul Lajuncomme
- 1959-1961 : Albert Clément
- 1962-1976 : Basile Psiroukis
- 1976-1988 : Rinaldo Gori
- 1988-1993 : Pierre Croquet
- 1993-2010 : Patrick Tillard
- 2010-2012 : Mounir Michel
- 2012-2022 : Mathieu Gousse[7]
- 2022-2023 : Sébastien Riault[7]
- Depuis 2023 : Burt Kasparian

### Adjoints aux publications
- 1989-1993 : Bernard Mathieu
- 1993-2000 : Susanne Bickel
- 1994-2001 : Pierre Tallet
- 2001-2004 : Frédéric Servajean
- 2004-2008 : Laurent Coulon
- 2008-2012 : Annie Forgeau
- 2012-2013 : Marie-Lys Arnette
- 2013-2018 : Florence Albert
- Depuis 2018 : Burt Kasparian

### Responsable de la diffusion
- Depuis 1994 : Marie-Christine Michel

## Publications
Catalogue : accès direct en ligne
- AnIsl : Annales islamologiques accès direct en ligne
- BCAI : Bulletin critique des Annales islamologiques accès direct en ligne
- BCE : Bulletin de liaison du groupe international d'études de la céramique égyptienne
- BEC : Bibliothèque d'étude copte
- Bibliothèque d'étude
- BIFAO : Bulletin de l'Institut français d'archéologie orientale accès direct en ligne
- CAI : Cahier des Annales islamologiques
- CCE : Cahier de la céramique égyptienne
- DFIFAO : Documents de fouilles de l'Institut français d'archéologie orientale
- Études alexandrines, publications du Centre d'études alexandrines
- Études urbaines
- FIFAO : Fouilles de l'Institut français d'archéologie orientale
- MIFAO : Mémoires publiés par les membres de l'Institut français d'archéologie orientale
- MMAF : Mémoires publiés par les membres de la Mission archéologique française du Caire
- Paléographie hiéroglyphique
- PIFAO : Publications du Service des antiquités de l'Égypte et de l'Ifao
- RAPH : Recherches d'archéologie, de philologie et d'histoire
- RCEA : Répertoire chronologique d'épigraphie arabe
- TAEI : Textes arabes et études islamiques
- Temples
- TTA : Textes et traductions d'auteurs orientaux
- Voyageurs occidentaux en Égypte